# Pseudartonis
Pseudartonis Simon, 1903 è un genere di ragni appartenente alla famiglia Araneidae.

## Etimologia
Il nome deriva dal greco ψεῦδος, psèudos, cioè errore, inganno, falsità, falso e dal genere Artonis Simon, 1895, con cui ha varie affinità, ma ha anche sufficienti caratteri per costituire un genere a sé stante.

## Distribuzione
Le quattro specie oggi note di questo genere sono state reperite in Africa: la specie dall'areale più vasto è la P. lobata, rinvenuta in varie località dell'Africa orientale; le altre tre sono endemismi.

## Tassonomia
L'attribuzione della sottofamiglia di appartenenza è alquanto dubbia, tanto da far ritenere il genere ad alcuni aracnologi quale incertae sedis.
Dal 1947 non sono stati esaminati esemplari di questo genere.
A marzo 2014, si compone di quattro specie:
- Pseudartonis flavonigra Caporiacco, 1947 - Etiopia
- Pseudartonis lobata Simon, 1909 - Africa orientale
- Pseudartonis occidentalis Simon, 1903[2] - Guinea-Bissau, Camerun
- Pseudartonis semicoccinea Simon, 1907 - isola di São Tomé